# Кохен, Арналду
Арналду Кохен (порт. Arnaldo Cohen; род. 22 апреля 1948, Рио-де-Жанейро) — бразильский пианист.

## Биография
Занимается музыкой с пяти лет. Окончил Федеральный университет Рио-де-Жанейро как пианист и как скрипач (среди его учителей, в частности, Арналду Эстрела и Жак Клейн), а также получил диплом инженера. Играл на скрипке в оркестре оперного театра Рио-де-Жанейро. Участвовал в ряде международных конкурсов как пианист, получив первые премии на Конкурсе имени Бетховена (1970) и Конкурсе имени Бузони (1972). C 1981 г. жил в Лондоне, преподавал в Королевской академии музыки. С 2004 г. живёт в США, в настоящее время профессор фортепиано в Jacobs School Университета Индианы.
В репертуаре Кохена — широкий спектр романтической музыки, особенно произведения Ференца Листа. В то же время Кохен выступает как популяризатор бразильской академической музыки — им, в частности, записан сольный диск «Три века бразильской музыки».
Дал более двух тысяч концертов по всему миру, в том числе в Амстердаме (Концертгебау), Париже (Елисейские поля), Лондоне (Альберт-холл), в Сиднейском оперном театре, Муниципальном театре Рио-де-Жанейро. Сотрудничает с трио Амадеус, квартетами Lindsay, Endellion, Orlando, Chilingirian.
Харольд Шонберг сравнил манеру игры Кохена с рахманиновской, подчеркнув особую насыщенность и отшлифованность звучания.

## Награды
- Орден Риу-Бранку